# Skateholmsboplatsen

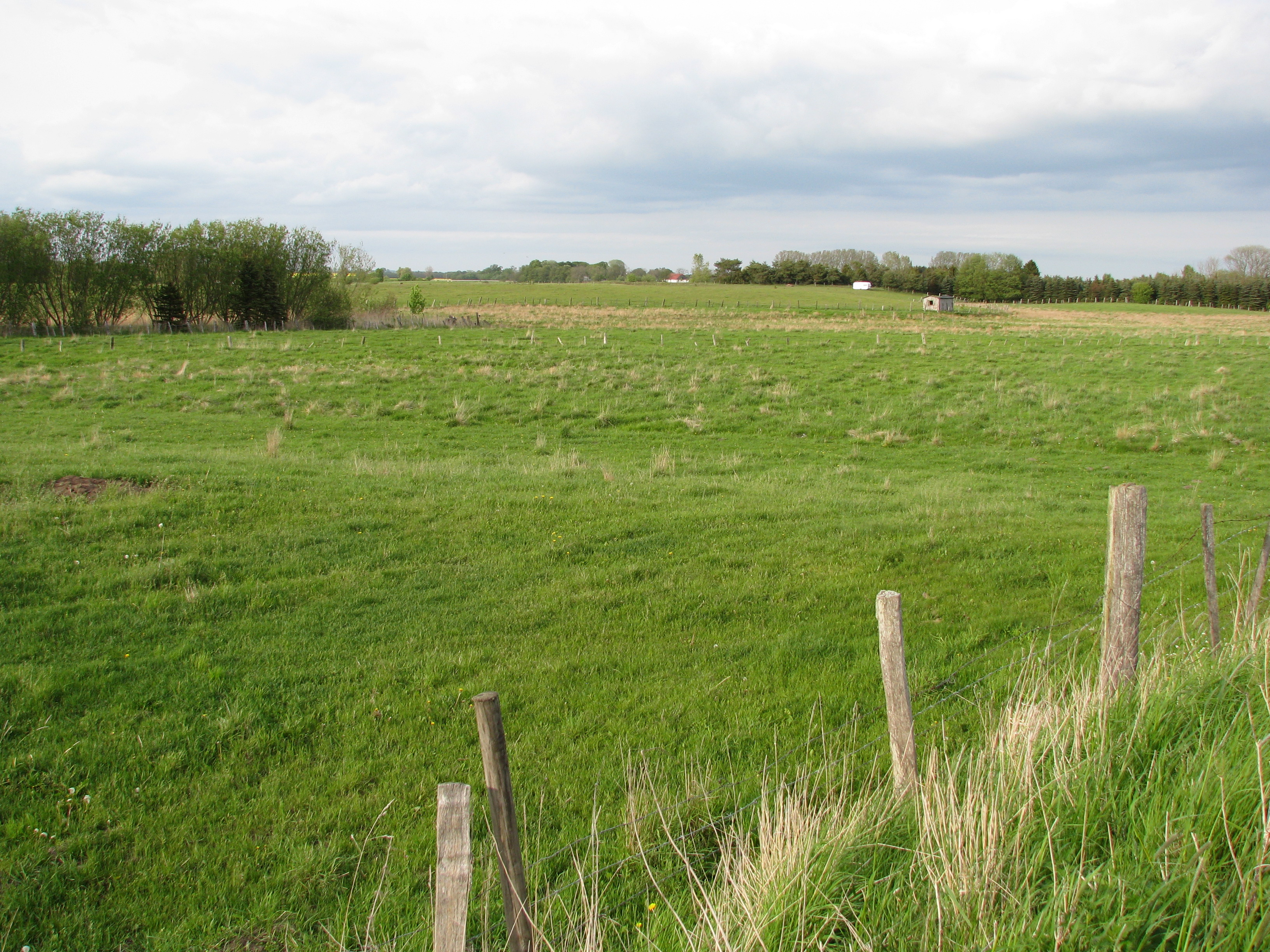
Skateholmsboplatsen idag

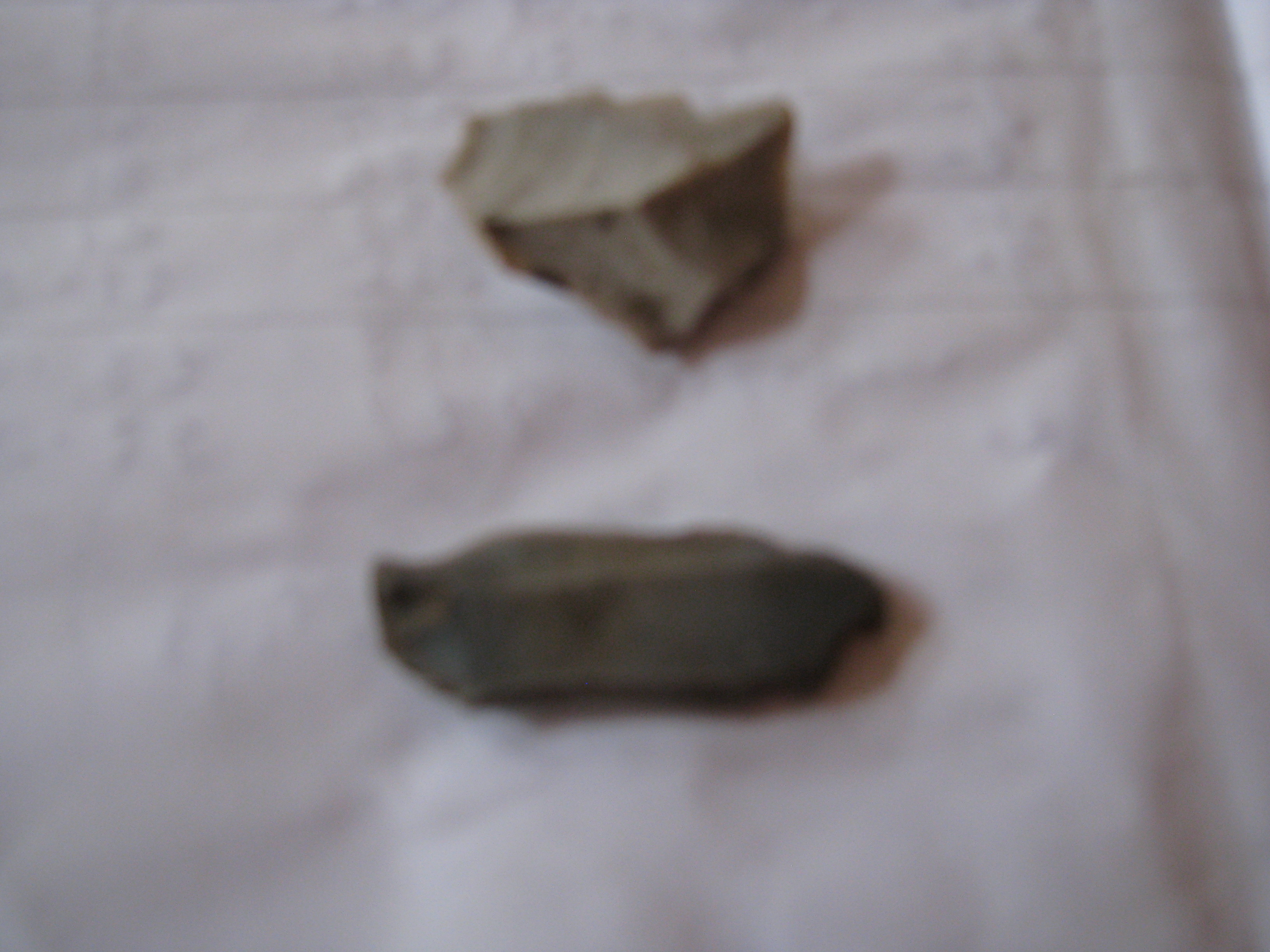
Flintrester

Skateholmsboplatsen, är lämningar i Skateholm på Söderslätt, Trelleborgs kommun, efter ett jägar- och samlarsamhälle för 7000 år sedan under äldre stenåldern.
Utgrävningarna som skedde under åren 1980 - 1985 studerade tre stenåldersboplatser med spår av ett mesolitiskt samhälle med 300 anläggningar vilka består av gropar, stolphål, härdar och gravar. 

## Gravfälten
Skateholmslokalernas gravfält har gett ett stort antal gravar, Skateholm I 65 gravar och Skateholm II 22 gravar. 
Gravarna tillhörande Skateholm I är hittades på en yta 50 x 50 meter stor. 65 nedgrävningar tolkades som gravar varav 57 var gravlagda människor. Antalet dubbelgravar av olika utseenden var sex. Åtta enskilda hundgravar hittades och en grav där hunden begravts i samma grav som en människa. Detta ger en summa av 63 begravda individer varav 10 bedömts som kvinnor och 11 som mansgravar. Åldersbestämningar har gett att 41 var vuxna ( dvs >20 år), 8 var ungdomar (12-19 år) och 7 barn (<12 år) varav minst två är spädbarn yngre än ett år. Bara hälften av de vuxna är könsbestämda.
Skateholm II har också gravar av både människa och hund. Sammanlagt 22 gravar med 22 individer. 9 har bestämts vara män och 8 kvinnor, 15 individer var över 20 år, 3 mellan 12 och 19 år och fyra barn under 8 år. Fyra hundgravar eventuellt fem varav två är individuellt begravda.
En stor del av gravarna innehöll rödockra. Gravarna var 0,2 till 0,4 meter djupa. Begravningarna har skett utan kista eller omslutande material men det finns gravar som skett i båtar, urholkade stockar. Mest uppmärksammade är hundgravarna. Hundgravar från jägarstenåldern är unikt för platsen. Hundgravarna innehöll också rödockra. 

## Speciella gravar
I en av gravarna ligger en äldre man på rygg och bredvid honom ligger en yngre kvinna i sovställning. Att de lades i samma grav kan ha olika förklaringar. Det kan vara så att de dog ungefär samtidigt och därför begravdes i samma grav. Det kan vara så att de var nära släkt (far och dotter) eller att det kanske var så att det var hennes man som dog och av sociala skäl, till exempel att ingen kunde bli ersättare för maken, så fick hon också följa honom i graven. Kvinnans kranium har nämligen en skada på vänster tinning där en del av benet brutits loss. Kan det vara ett dödande slag eller bara ett grävande djur som skadat kraniet?
I en grav blev personen styckad innan han blev nedlagd. Mannen hade något år innan sin död attackerats av ett vildsvin och fått en lårskada. Skadan gav benhinneinfektion som invalidiserade honom och han har haft svårt att gå. Han dog av en pil som träffade honom i magen och spetsen fastnade i bäckenbenet. En tolkning är att vid en sammanstötning mellan fientliga grupper träffades han av pilen och därefter styckade fienden honom för att ge vanära.
Samma grav beskrivs neutralare: I grav 13 på SI (Skateholm1) påträffades ett människoskelett som verkar ha styckats innan man begravt kroppen . Benen i denna grav är delvis disartikulerade; några kroppsdelar, bland annat höger hand och vänster fot, saknas men eftersom de labila artikulationerna är intakta har man tolkat det som att kroppen har styckats innan den har ruttnat
I en grav fann man en man nedlagd på mage och troligtvis inlindad i något. Dessutom upptäckte man att det fanns pilar nedskjutna mot honom. Det verkar som om man vid begravningen ville vara säkra på att han inte skulle ”gå igen”. Man ville vara säker på att den döde var fäst i graven. Att lägga ner en död i magläge har i senare perioder ofta betytt att den döde var farlig eller hade en farlig sjukdom. Kanske var det så att dessa åsikter fanns redan under stenåldern.
Det fanns en hundgrav där hunden har lagts på vänster sida med benen hopdragna, liknande människors sovställning. Ett kronhjortshorn har lagts ner vid ryggen och en hammare av horn på bröstet och vid hundens höft hittade man tre knivar av flinta. De flesta andra hundgravarna har även de fått en behandling som liknar människans. Det finns rödockra vid huvudet och längs ryggen. Någon hund har även fått flinta som gravgåva.
Andra hundar har inte haft samma behandling utan uppfattas som gravgåvor till den avlidne. Då har man först placerat den döda människan i graven och påbörjat igenfyllandet. Därefter bröt man nacken av en hund och kastade ner den i graven innan man fortsatte att fylla igen. 
Den äldsta bebyggelsen Skateholm 2 påträffades vid backens fot. Vattenståndet var då ungefär två meter högre än idag. När havsytan sakta höjdes flyttades bebyggelsen till Skateholm 1. Även hyddbottnar har påträffats på boplatsen. Lämningar av bostäder har delvis varit nedgrävda i marken, troligen för att ge ett extra skydd mot kylan vintertid. Gravarna låg spridda bland husen på boplatsen, och en grav låg under en hydda. Boplatserna låg vid en lagun på sydkusten av Skåne. Under århundradena flyttade man bosättningen ett par gånger längs lagunens stränder. En del av fynden kan beses på Trelleborgs museum. Dominerande bytesdjur verkar ha varit vildsvin, kronhjort och gråsäl men rikligt med fiskben påträffades också.

## Olika hypoteser
Lars Larsson som ledde utgrävningarna menar att boplatserna i Skateholm var vanliga boplatser för en mindre grupp av jagande och fiskande familj under stenåldern. Larsson menar också att gravfälten i nära samband med boplatsen tyder på en social intimitet mellan levande och deras förfäder.
Jimmy Strassburg har en egen teori i sin doktorsavhandling och hävdar istället att Skateholm var en plats för begravning av shamaner, personer som dött vid olycka, gamla individer, personer som dött vid eller under födseln samt andra farliga individer. Strassburg menar att Skateholm var en plats dit man återkom vid olika tidpunkter för att ”göra sig av” med obekväma döda kroppar. Strassburg menar därför att beteckningen gravfält och boplats är missvisande. Strassburg menar att Skateholms begravningar på öar var avsiktliga. Vattnet var ett skiljande medium mellan de döda och de levande. Havet skulle på så sätt sluka gravarna.
Det som talar emot Strassburgs tolkning är att ålder och kön av de gravlagda är ganska jämnt fördelade. Det är osannolikt om det var ett urval av farliga personer.  Även boplatsfynden av kulturlager, benfynd och hyddor talar emot Strassburgs tolkning.